# آرمناک کی. بدویان
افندی آرمناک کی. (گئورگی) بدویان (ارمنی: Արմենակ Գևորգի Բեդևյան؛ انگلیسی: Armenag K. Bedevian) گیاه‌شناس ارمنی‌تبار اهل مصر و مدیر مزرعه تحقیقاتی جیزه، مصر که کتاب Illustrated Polyglottic Dictionary of Plant Names را که حاوی ۱۷۱۱ نگاره بود را در سال ۱۹۳۶ تألیف نمود.

## زندگی‌نامه
در ۱۸۸۴ در قاهره به دنیا آمد. در ۱۰ فوریه ۱۹۵۷ در ۷۳ سن در قاهره درگذشت.